# 独立新聞
『独立新聞』（どくりつしんぶん、朝鮮語: 독립신문）は、1896年に朝鮮国（李朝）で創刊された新聞。漢文を用いずハングルのみ（ただし創刊時は英文記事も併せて掲載された）で書かれた初の新聞であった 。
ヨコ 22cm×タテ33cmのタブロイド判サイズの4面構成で、1～3面まではハングルで4面は英語で書かれていた。 内容は1面には主に論説、2面には官報・外国通信・雑報、3面には物価・郵逓時間割り・広告などを載せた。4面《The Independent》は社説やローカル記事・官報などを英語で掲載した。
徐載弼と開化派の尽力で創刊され、独立協会の機関誌としての役割を果たし、彼らが目指していた国政改革（立憲君主政への移行など）、教育の振興、工業育成、愛国心養成などの重要性を訴えた。徐がアメリカ合衆国に逃れたのちは、尹致昊が主筆を受け継いだ。1899年に廃刊。
日韓併合後に上海で大韓民国臨時政府が機関紙として発行していた同名の「独立新聞」もあり、注意が必要である。

## 参考資料
- 독립신문 (獨立新聞) Yahoo!Korea 百科事典 （ハングル・写真あり）[リンク切れ]